# 庄内町東長宝
庄内町東長宝（しょうないちょうひがしちょうほう）は、大分県由布市内の大字。郵便番号は879-5405。

## 地理
由布市の中部、大分川左岸に位置する。旧庄内町のうち、旧阿南村の中心に当たる。中心部は「小野屋」と呼ばれ、久大本線の前身である大湯鉄道の建設に関わった地元の名士の屋号に由来する。（小野屋駅#駅名の由来を参照）
庄内町西長宝、庄内町櫟木、挾間町時松と接し大分川を挟み、庄内町大龍、庄内町龍原、挾間町小野と接する。

## 歴史
- 1889年4月1日 - 町村制の施行により、阿南村が発足。（大分郡南阿南村）。
- 1915年（大正4年）10月30日：大湯鉄道大分市（大分駅北東に隣接） - 小野屋駅間開業、小野屋駅を設置。
- 1954年11月1日 - 阿南村・東庄内村・西庄内村・南庄内村・阿蘇野村が合併し、大分郡庄内村が成立。（大分郡庄内村）
- 1955年4月1日 - 町制施行により大分郡庄内町が成立。（大分郡庄内町大字東長宝）
- 2005年10月1日 - 挾間町・庄内町・湯布院町で新設合併、市政施行で由布市が成立。大字表記および、小字が廃止される（由布市庄内町東長宝）[3]。

## 小・中学校の学区
市立小・中学校に通う場合、学区は以下の通りとなる。
| 町名         | 小学校             | 中学校             |
| ------------ | ------------------ | ------------------ |
| 庄内町東長宝 | 由布市立阿南小学校 | 由布市立庄内中学校 |

## 交通

### 鉄道
JR久大本線が通っており、小野屋駅が置かれている。

### バス
かつては、大分バスが大分から当地まで路線を営業していたが、由布市コミュニティバスに転換している。（国道は大野竹田バス）

### 道路
- 国道210号
- 大分県道52号別府庄内線

## 施設
- 小野屋駅
- 小野屋大橋
- 小野屋酒店
- 小野屋旅館
- 庄内温泉